# Compositions diverses pour piano seul de Rachmaninov

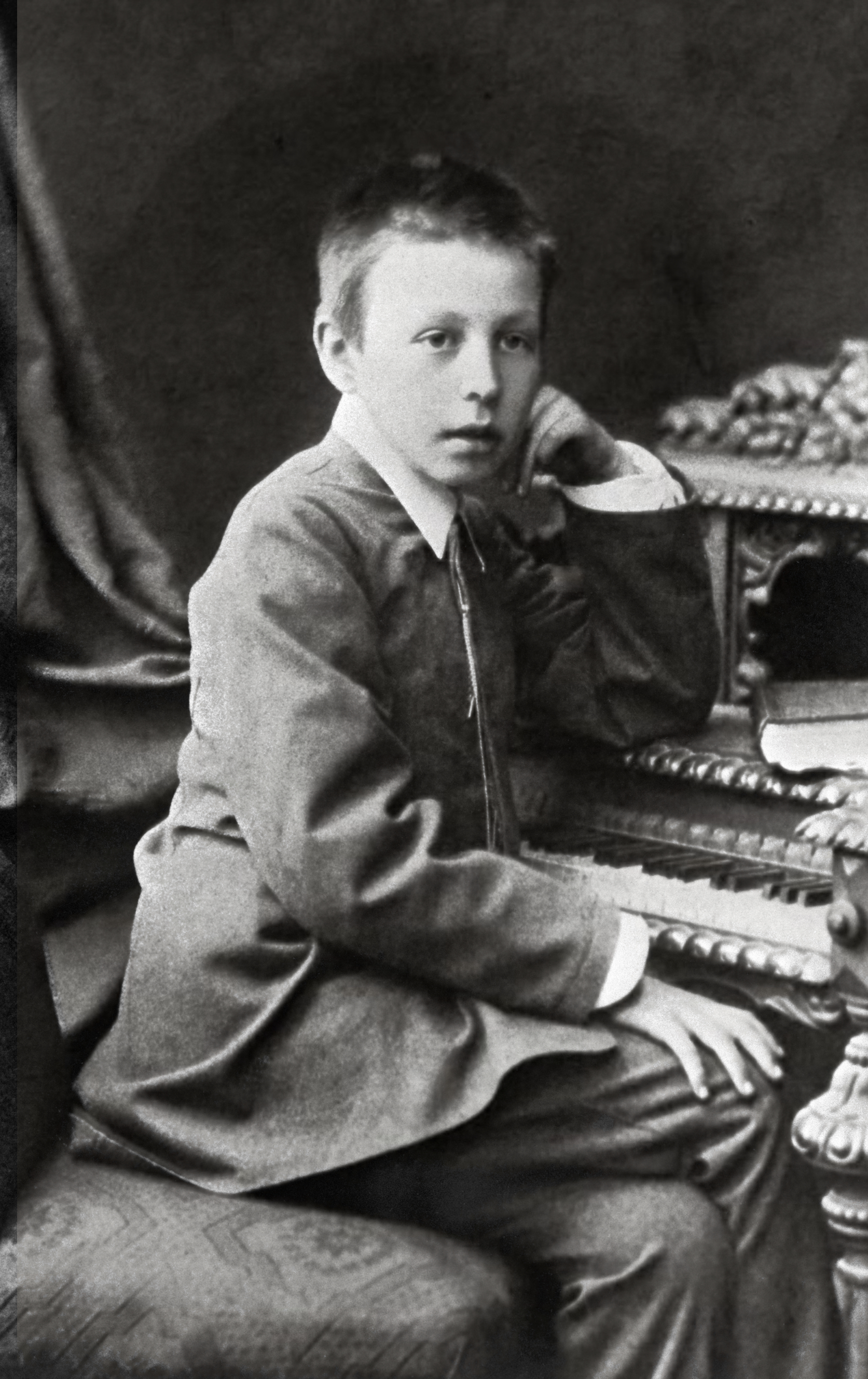
Sergueï Rachmaninov à 10 ans.

Le compositeur et pianiste russe Sergueï Rachmaninov a écrit un certain nombre de pièces pour piano qui ont été soit perdues, non publiées, ou non affectées d'un numéro d'opus. Bien que souvent négligées dans le répertoire de concert, elles font néanmoins partie de son œuvre.

## Introduction
Durant l'automne 1885, Rachmaninoff, alors âgé de douze ans, se rend chez Nikolaï Zverev pour y apprendre des leçons de piano en privé à partir de mai 1886. C'est durant cette période que Rachmaninoff réalise sa première composition. Après avoir été admis à l'école, il réalise plusieurs nouvelles compositions.

## Œuvres

### Quatre Morceaux pour Piano(1887)
Romance, Prélude, Mélodie et Gavotte
Publiés par Muzgig en 1948.

### Trois Nocturnes(1887-1888)
1. Nocturne en fa dièse mineur daté de novembre 1887.
2. Nocturne en fa dièse majeur daté de novembre et décembre 1887.
3. Nocturne en do mineur - mi bémol majeur daté de décembre 1887 et janvier 1888.

Publiés par Muzgig en 1949.

### Prélude en fa majeur(1891)
Daté du 20 juillet 1891 à Ivanovka, publié par Muzgig en 1948.
Rachmaninov en fit un arrangement pour violoncelle et piano en 1892.

### Deux pièces pour piano, 6 mains (1890-1891)
Deux pièces : une Valse, une Romance.

### Morceau de fantaisie en sol mineur(1899)
Daté du 11 janvier 1899.

### Fugue en ré mineur(1891)
La Fugue en ré mineur fait partie des travaux demandés qu'Arenski, professeur d'harmonie, contrepoint et composition, demanda à Rachmaninov. Si l'on n'en connaissait jusque récemment que les deux premières pages, on a pu retrouver dernièrement la troisième dans les archives du Musée Glinka. Quelques mesures seront réutilisées dans le Quatrième Moment Musical.

### Fuguette pour piano en fa majeur(1899)
Datée du 4 février 1899 à Moscou. Publiée par Muzgig en 1950.

### Trois pièces(1917)
Après les neuf Études-Tableaux op. 39, Rachmaninov composa trois pièces en 1917.
- Portrait Oriental (Oriental Sketch) : Pièce en si bémol majeur que Rachmaninov enregistra ; Oriental Sketch n'a rien à voir avec l'Orient, le titre ayant été rajouté par l'éditeur, Charles Foley (1938). Datée du 14 novembre 1917 à Moscou, Rachmaninov en fit la création le 12 novembre 1931 à l'école Juilliard à New-York.
- Prélude en ré mineur : Une pièce sombre qui manifeste le mécontentement de Rachmaninov face à la révolution d'Octobre. Daté du 14 novembre 1917, la première publication date de 1973.
- Fragments :  Cette pièce brève montre la nostalgie des derniers jours du compositeur à Moscou. Datée du 15 novembre 1917, elle fut publiée par le magazine The Etude en 1919.

### Cadence pour la Seconde Rhapsodie Hongroise de Liszt(1922)
À l'instar de la cadence de Marc-André Hamelin (1997), Rachmaninov a composé une cadence pour la Seconde Rhapsodie Hongroise de Liszt qu'il a d'ailleurs enregistrée. La première exécution a eu lieu le 10 janvier 1919 à Boston.